# Осиновка (Дальнеконстантиновський район)
Осиновка (рос. Осиновка) — присілок в Дальнеконстантиновському районі Нижньогородської області Російської Федерації.
Населення становить 0 осіб. Входить до складу муніципального утворення Малопіцька сільрада.

## Історія
Від 2009 року входить до складу муніципального утворення Малопіцька сільрада.

## Населення
| 2002 | 2010 |
| ---- | ---- |
| 5    | ↘0   |